# Aerolift (Sierra Leone)
Aerolift war eine Fluggesellschaft in Sierra Leone. Sie wurde 2002 gegründet und nach einem Flugunfall mit fünf Toten im Jahr 2009 abgewickelt.

## Geschichte
Am 22. März 2006 ordnete die Europäische Kommission durch Verordnung ein Betriebsverbot in der Europäischen Union für sämtliche in Sierra Leone registrierten Fluggesellschaften an, das bis heute wirksam ist (Stand 2021). Aus Sicht der Kommission verfügt Sierra Leone über kein angemessenes System zur Beaufsichtigung seiner Luftfahrtunternehmen oder deren Luftfahrzeuge und nicht über die technische Kapazität oder die Mittel zur Durchführung dieser Aufgabe. Im Anhang A der Verordnung, der Liste der Luftfahrtunternehmen, deren gesamter Betrieb in der Gemeinschaft untersagt ist, war die Gesellschaft als Aerolift, Co. Ltd namentlich aufgeführt. Mit Aktualisierung zum 15. Oktober 2006 wurde die Gesellschaft wieder aus der Liste herausgenommen. Die Behörden Sierra Leones hatten mitgeteilt, der Gesellschaft das Air Operator Certificate entzogen zu haben.
Die Gesellschaft hat ihren Betrieb aber offenbar später mit einer neuen Zulassung wieder aufgenommen. Endgültig abgewickelt wurde sie erst nach einem schweren Flugunfall etwa zweieinhalb Jahre später.

## Flotte
Aerolift verfügte über mindestens eine Iljuschin Il-76TD (9L-LCY) sowie eine Lockheed L-1011 TriStar.